# Lacul de acumulare Lipno
Lacul de acumulare Lipno (cehă Údolní nádrž Lipno) este un baraj de acumulare situat în sud-vestul Republicii Cehe.